# Oxaea alvarengai
Oxaea alvarengai là một loài ong trong họ Andrenidae. Loài này được Moure & Urban miêu tả khoa học đầu tiên năm 1963.